# Voćarica
Voćarica – wieś w Chorwacji, w żupanii sisacko-moslawińskiej, w mieście Novska. W 2011 roku liczyła 199 mieszkańców.